# Tunézia az 1976. évi nyári olimpiai játékokon
Tunézia a kanadai Montréalban megrendezett 1976. évi nyári olimpiai játékok egyik részt vevő nemzete volt. Az országot az olimpián 3 sportágban 15 sportoló képviselte, akik érmet nem szereztek.
Tunézia a 4. naptól csatlakozott az afrikai országok bojkottjához, és nem vett részt a további versenyeken.

## Kézilabda

### Férfi
| Tunéziai férfi kézilabdacsapat-játékoskeret                                                                         | Tunéziai férfi kézilabdacsapat-játékoskeret                                                                  |
| --- | --- |
| - Mohamed Abdel Khaled - Khaled Achour - Habib Ammar - Ahmed Bechir Bel Hadj - Abderraouf Ben Samir - Moncef Besbes | - Raouf Chabchoub - Slaheddine Deguechi - Mohamed Naceur Jelili - Mounir Jelili - Habib Kheder - Lotfi Rebai |

#### Eredmények
Csoportkör
B csoport
| Csapat                 | M                               | Gy                              | D                               | V                               | G+                              | G–                              | Gk                              | P                               |
| ---------------------- | ------------------------------- | ------------------------------- | ------------------------------- | ------------------------------- | ------------------------------- | ------------------------------- | ------------------------------- | ------------------------------- |
| Románia (ROU)          | 4                               | 3                               | 1                               | 0                               | 91                              | 71                              | +20                             | 7                               |
| Lengyelország (POL)    | 4                               | 3                               | 0                               | 1                               | 80                              | 71                              | +9                              | 6                               |
| Magyarország (HUN)     | 4                               | 2                               | 0                               | 2                               | 92                              | 82                              | +10                             | 4                               |
| Csehszlovákia (TCH)    | 4                               | 1                               | 1                               | 2                               | 85                              | 82                              | +3                              | 3                               |
| Egyesült Államok (USA) | 4                               | 0                               | 0                               | 4                               | 80                              | 122                             | –42                             | 0                               |
| Tunézia (TUN)          | Két mérkőzés után visszalépett. | Két mérkőzés után visszalépett. | Két mérkőzés után visszalépett. | Két mérkőzés után visszalépett. | Két mérkőzés után visszalépett. | Két mérkőzés után visszalépett. | Két mérkőzés után visszalépett. | Két mérkőzés után visszalépett. |

| 1976. július 18. | Lengyelország (POL) | 26 – 12 | Tunézia (TUN) | Sherbrooke |
| 1976. július 18. |                     |         |               | Sherbrooke |
| 1976. július 18. |                     |         |               | Sherbrooke |

| 1976. július 20. | Csehszlovákia (TCH) | 21 – 9 | Tunézia (TUN) | Montréal |
| 1976. július 20. |                     |        |               | Montréal |
| 1976. július 20. |                     |        |               | Montréal |

| 1976. július 22. | Románia (ROU) | Tunézia visszalépett | Tunézia (TUN) | Sherbrooke |
| 1976. július 22. |               |                      |               | Sherbrooke |
| 1976. július 22. |               |                      |               | Sherbrooke |

| 1976. július 24. | Magyarország (HUN) | Tunézia visszalépett | Tunézia (TUN) | Québec |
| 1976. július 24. |                    |                      |               | Québec |
| 1976. július 24. |                    |                      |               | Québec |

| 1976. július 26. | Egyesült Államok (USA) | Tunézia visszalépett | Tunézia (TUN) | Sherbrooke |
| 1976. július 26. |                        |                      |               | Sherbrooke |
| 1976. július 26. |                        |                      |               | Sherbrooke |

| Csapat        | Helyezés |
| ------------- | -------- |
| Tunézia (TUN) | 12.      |

## Ökölvívás
| Versenyző      | Versenyszám   | Selejtező                 | 32-es főtábla                                 | Nyolcaddöntő      | Negyeddöntő       | Elődöntő          | Döntő             | Helyezés    |
| Versenyző      | Versenyszám   | Ellenfél Eredmény         | Ellenfél Eredmény                             | Ellenfél Eredmény | Ellenfél Eredmény | Ellenfél Eredmény | Ellenfél Eredmény | Helyezés    |
| -------------- | ------------- | ------------------------- | --------------------------------------------- | ----------------- | ----------------- | ----------------- | ----------------- | ----------- |
| Bechir Jilassi | Könnyűsúly    | erőnyerő                  | Jeórjiosz Agrimanákisz (GRE) · nem vett részt | kiesett           | kiesett           | kiesett           | kiesett           | helyezetlen |
| Fredj Chtioui  | Váltósúly     | David Jackson (NZL) · RSC | kiesett                                       | kiesett           | kiesett           | kiesett           | kiesett           | 28.         |
| Mohamed Majeri | Nagyváltósúly |                           | Earl Liburd (ISV) · nem vett részt            | kiesett           | kiesett           | kiesett           | kiesett           | helyezetlen |

## Úszás
Férfi
| Versenyző  | Versenyszám | Előfutam | Előfutam | Előfutam | Döntő   | Döntő    |
| Versenyző  | Versenyszám | Idő      | Hely.    | Össz.    | Idő     | Helyezés |
| ---------- | ----------- | -------- | -------- | -------- | ------- | -------- |
| Ali Gharbi | 200 m gyors | 1:55,82  | 4.       | 24.      | kiesett | kiesett  |

Női
| Versenyző      | Versenyszám | Előfutam | Előfutam | Előfutam | Elődöntő | Elődöntő | Elődöntő | Döntő   | Döntő    |
| Versenyző      | Versenyszám | Idő      | Hely.    | Össz.    | Idő      | Hely.    | Össz.    | Idő     | Helyezés |
| -------------- | ----------- | -------- | -------- | -------- | -------- | -------- | -------- | ------- | -------- |
| Myriam Mizouni | 100 m gyors | 1:02,42  | 6.       | 38.      | kiesett  | kiesett  | kiesett  | kiesett | kiesett  |
| Myriam Mizouni | 400 m gyors | 4:43,11  | 6.       | 28.      |          |          |          | kiesett | kiesett  |